# 里村洋
里村 洋（さとむら ひろむ、2003年4月22日 - ）は、日本の子役。身長156cm。体重40kg。劇団ひまわり所属。

## 出演

### 映画
- ウルトラマンサーガ（2012年） - ヒロ 役
- あやかしの世界（2013年） - 健太 役 ※主演

### テレビドラマ
- QP（2011年）
- 生涯ライバル〜兄・長門裕之と弟・津川雅彦〜（2012年）
- はつ恋（2012年） - 村上健太 役
- 八重の桜 第1話「ならぬことはならぬ」・第2話「やむにやまれぬ心」（2013年） - 山川浩（幼少期） 役
- 七つの会議（2013年） - 原島陸 役
- 花子とアン（2014年、NHK） - 木場朝市（幼少期） 役
- 破裂（2015年、NHK） - 香村直輝 役

### テレビアニメ
- ピンポン THE ANIMATION（2014年） - 子供のスマイル 役

### 吹き替え
- I LOVE スヌーピー THE PEANUTS MOVIE  （2015年）- フランクリン 役
- ズートピア（2016年） - いじめっ子 役[1]

### バラエティ
- Beポンキッキ